# Cầu Rędziński
Cầu Rędziński (tiếng Ba Lan: Most Rędziński) là cây cầu dây văng bắc qua sông Oder ở Wrocław, Ba Lan. Là một phần của đường cao tốc A8 đi qua trung tâm thành phố Warszawa, cây cầu nối cả hai phần của tuyến đường qua Oder, cung cấp các kết nối với đường cao tốc A4 ở phía nam, và đường cao tốc S5 và S8 ở phía đông bắc. Với tháp của nó đạt chiều cao 122 m (400 ft) và có tổng chiều dài 1,7 km (1,1 dặm), cầu Rędziński là cây cầu cao nhất và dài nhất ở Ba Lan vào thời điểm khánh thành.

## Lịch sử
Được thiết kế bởi Jan Biliszczuk, giáo sư kỹ thuật tại Đại học Công nghệ Wrocław, thiết kế của cây cầu vượt quá chiều dài của Cầu Đoàn kết ở Płock 30 m, sau đó là cây cầu dài nhất trong cả nước. Các hợp đồng xây dựng cây cầu đã được trao cho tập đoàn Mostostal có trụ sở tại Warsaw và công ty mẹ ở Tây Ban Nha, Acciona Infraesturationuras vào ngày 20 tháng 5 năm 2008, với việc xây dựng bắt đầu ngay sau đó. Việc xây dựng cây cầu (và đường cao tốc A8 chính của nó) tiếp tục trong ba năm tới. Những nỗ lực xây dựng đã tạm thời bị dừng lại trong trận lụt Trung Âu năm 2010, nhưng sau đó đã được nối lại sau một thời gian trì hoãn ngắn.
Công trình được đặt tên không chính thức là Cầu Rędziński bởi những người xây dựng của nó do cây cầu của đảo Rędzińska trong Oder. Vào tháng 8 năm 2011, văn phòng Wrocław của GDDKiA, chi nhánh của Bộ Cơ sở hạ tầng được giao nhiệm vụ giao thông, đã tổ chức một cuộc thi đặt tên cho cây cầu. Sau hơn 15.000 phiếu bầu, "Rdziński" đã giành được 55% tổng số phiếu bầu. Tên này đã đánh bại các lựa chọn phổ biến khác như "ląski" bằng một lề rộng.
Việc xây dựng được hoàn thành vào cuối tháng 8 năm 2011. Chi phí tài chính cho cây cầu ước tính là 576 triệu PLN. Ngay trước khi cây cầu mở cửa giao thông công cộng, trùng với việc mở các đoạn cuối của đường cao tốc A8, Thủ tướng Donald Tusk đã đến thăm cảnh tượng và ca ngợi kỹ thuật của nó. "Điều này, tôi nghĩ, là một nơi rất tốt và một thời điểm rất tốt để nói rằng Ba Lan đang thực sự được xây dựng một cách ngoạn mục, ít nhất là ở một số nơi," Tusk phát biểu.
Cây cầu đã mở ra lưu thông A8 vào ngày 31 tháng 8 năm 2011, chỉ hơn một năm trước khi bắt đầu UEFA Euro 2012.
Nhịp chính có chiều dài 512m và bao gồm hai dây văng dài 256m mỗi chiều. Cây cầu là cây cầu dây văng dài nhất với một trụ tháp ở Ba Lan.

## Hình ảnh

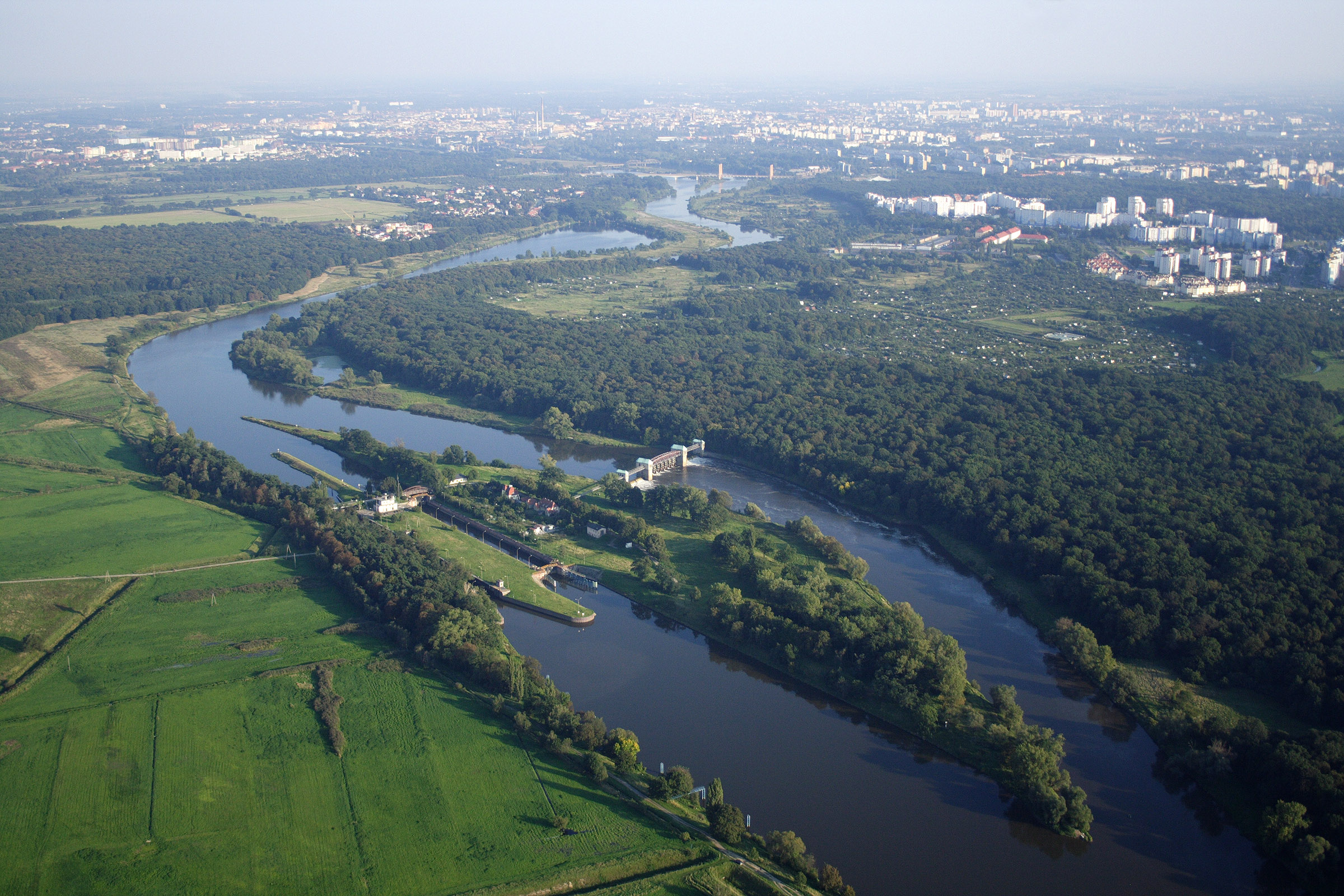
Đảo Rędzińska, tháng 9 năm 2006
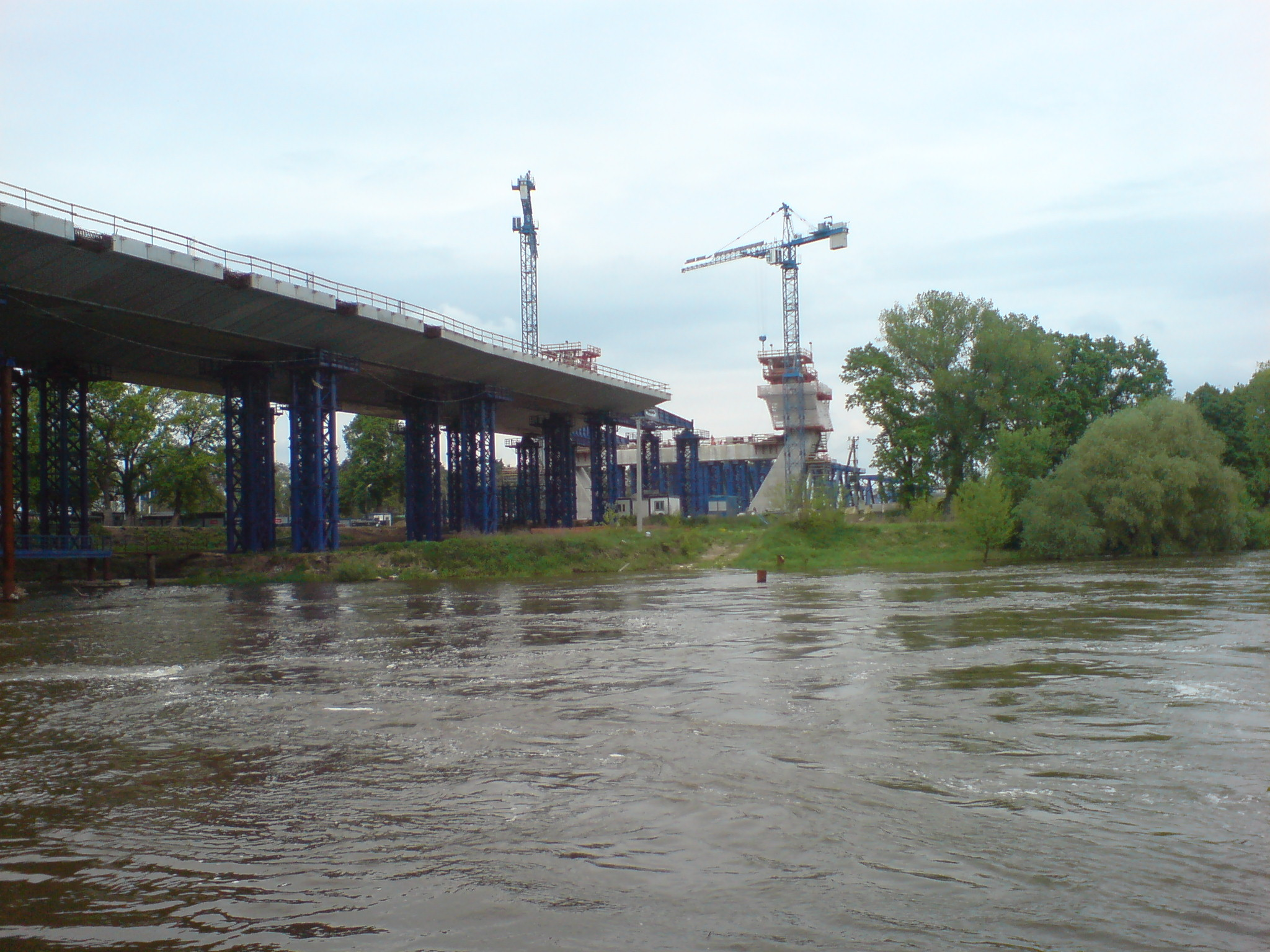
Tháng 5 năm 2010
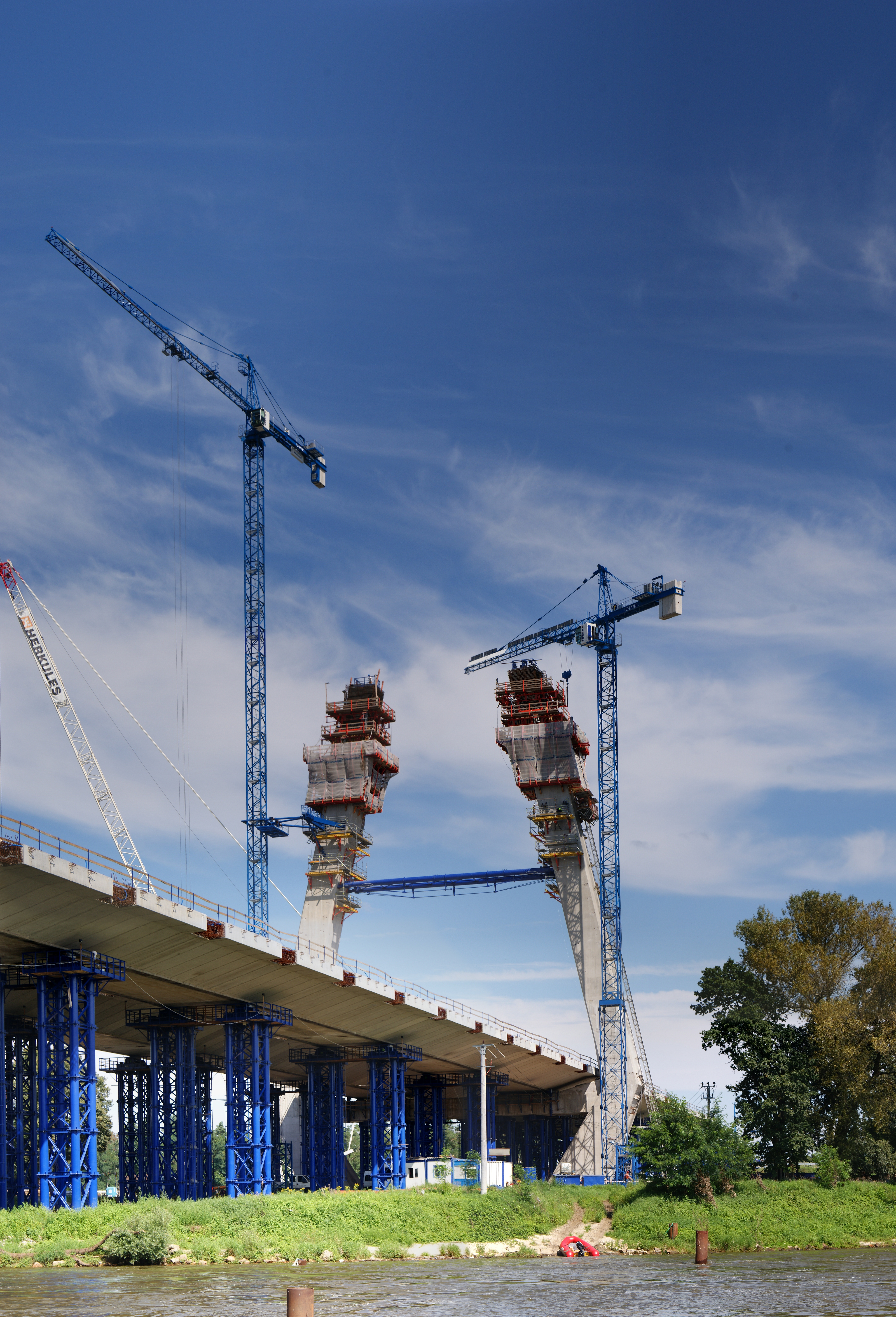
Tháng 8 năm 2010
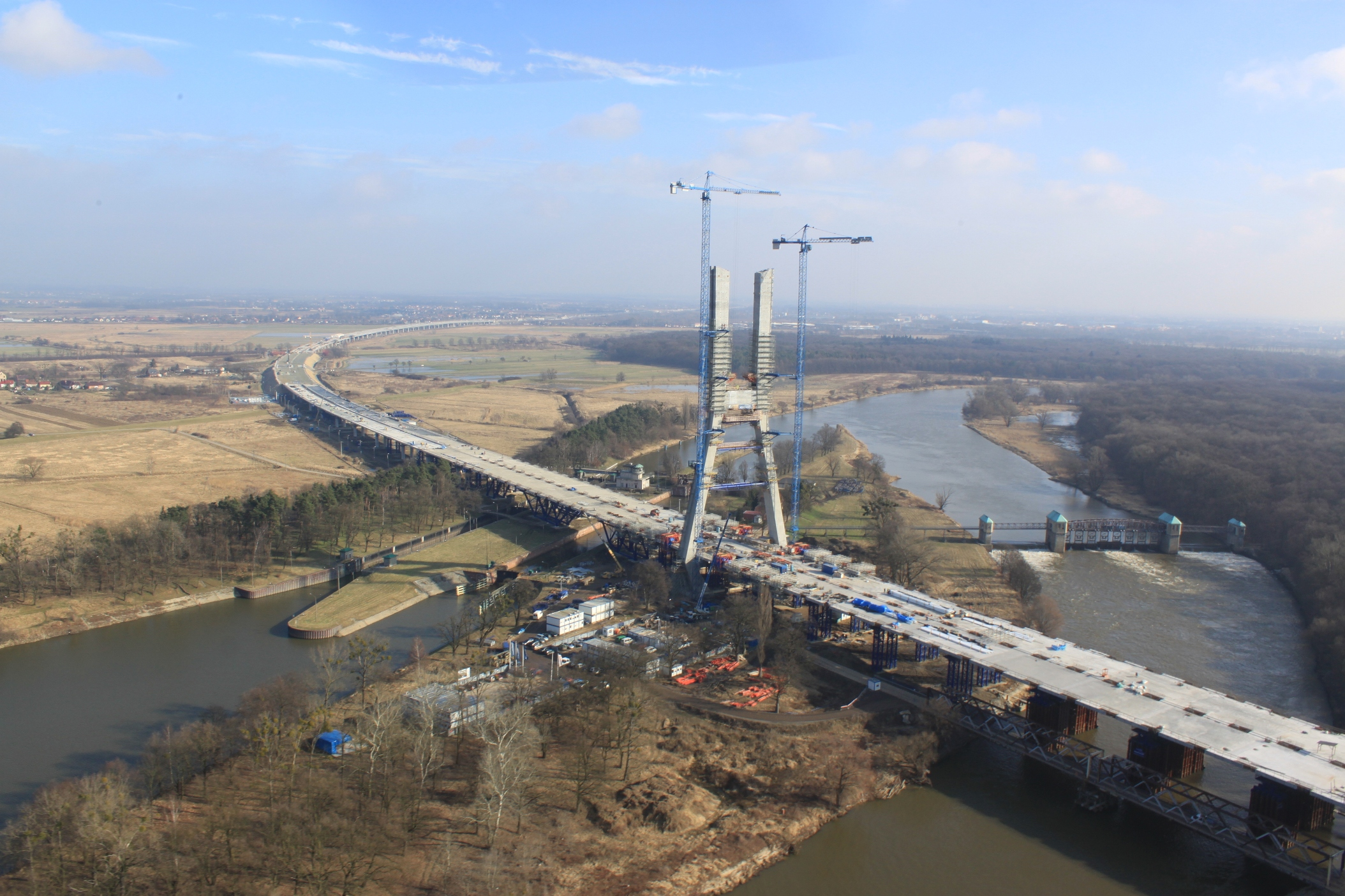
Tháng 3 năm 2011
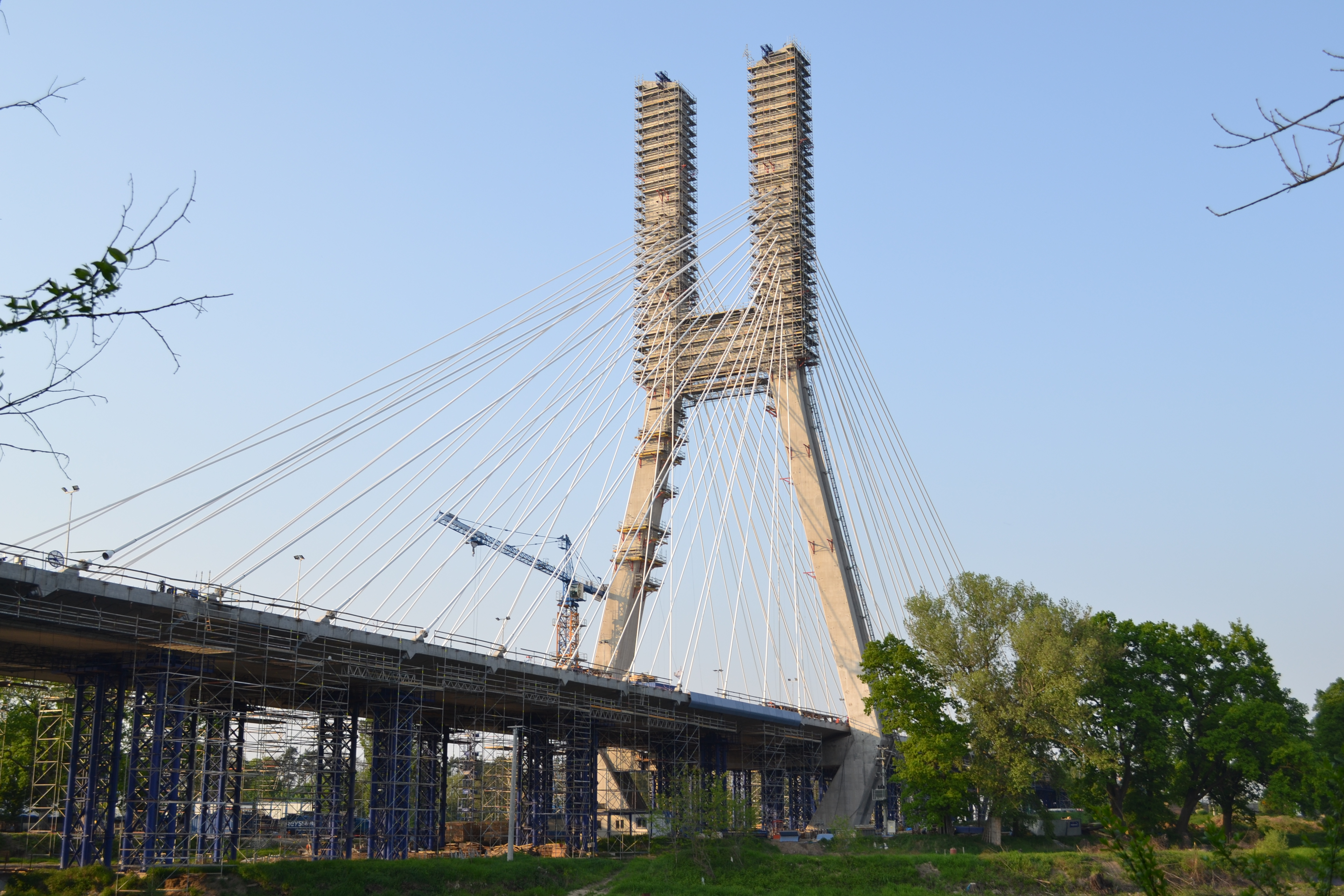
Tháng 5 năm 2011
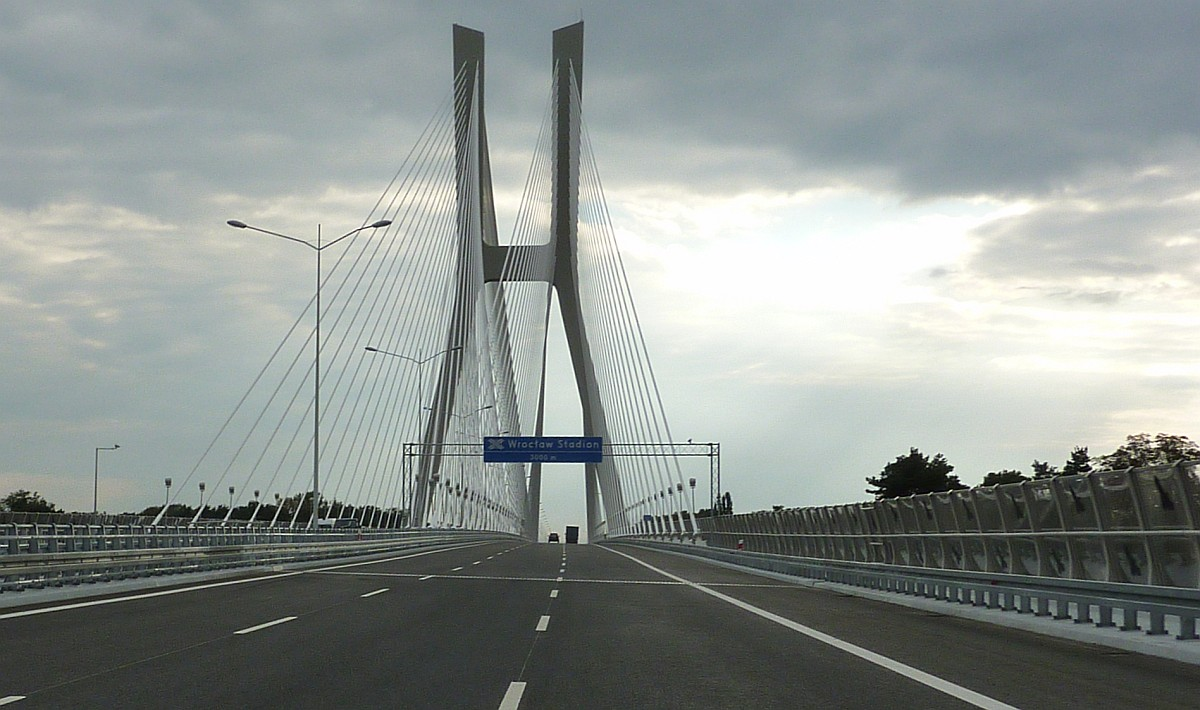
Hoàn thành, tháng 8 năm 2011
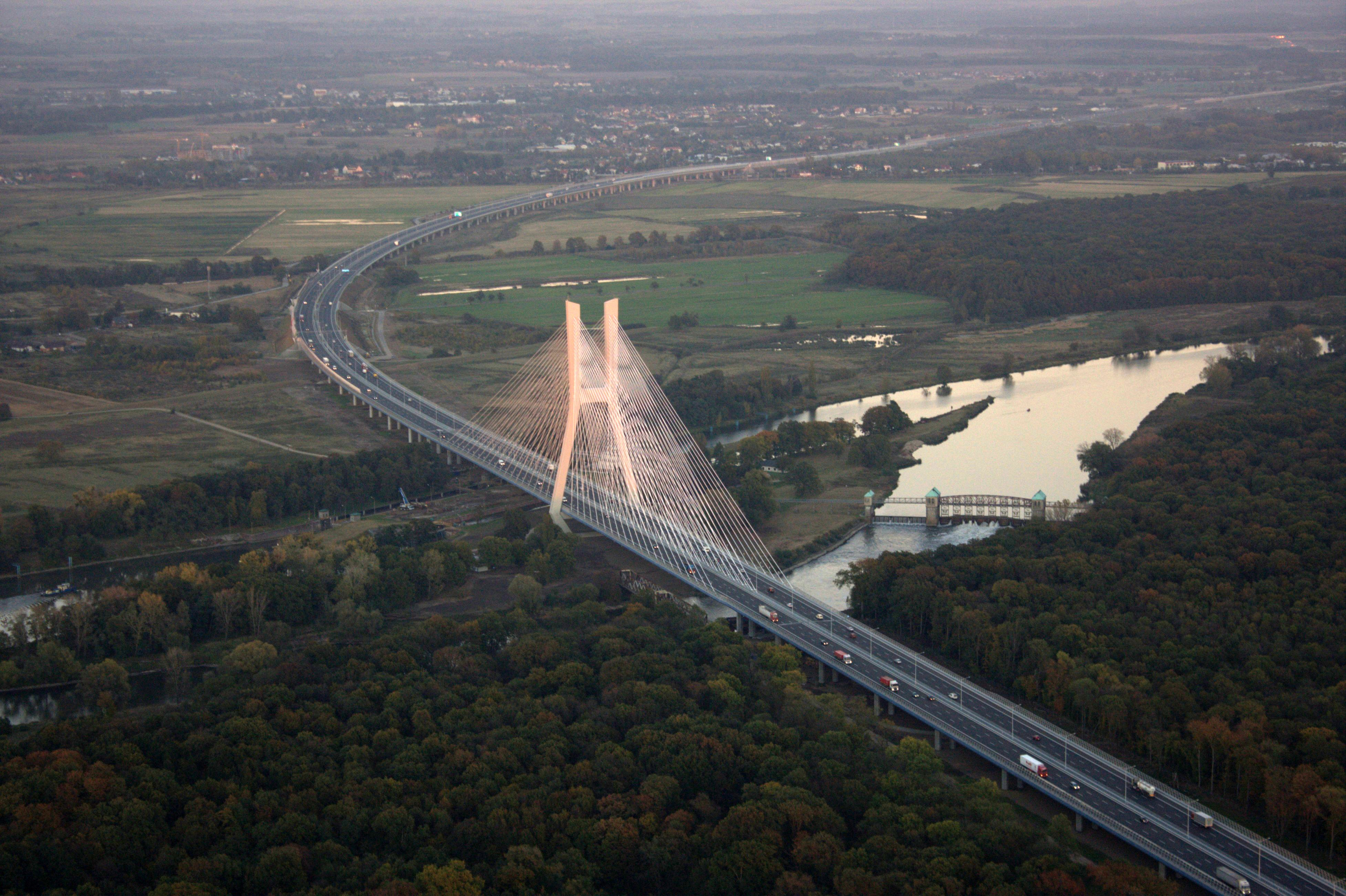
Hoạt động, tháng 10 năm 2011